# Schellendorf (Adelsgeschlecht)

Stammwappen der Schellendorf

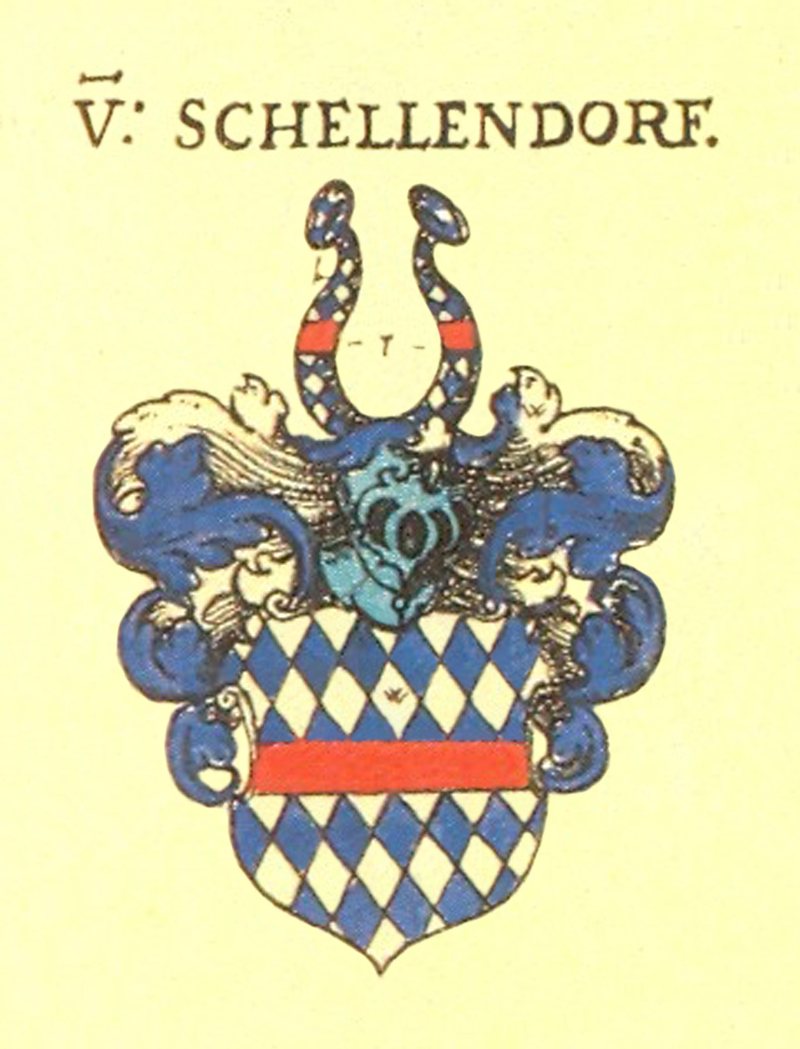
Wappen der Schellendorf nach Siebmacher

Schellendorf auch Schellendorff ist der Name eines schlesischen Uradelsgeschlechts, das 1602 den böhmischen Freiherrenstand erhielt und 1703 im Mannesstamm erlosch.

## Geschichte
Das alte Geschlecht gehörte zum schlesischen, meißnischen und böhmischen Adel und soll die Erhebung in den Freiherrenstand bereits um 1030 vom König Konrad II. erhalten haben. Das Stammhaus Schellendorf bei Haynau, nach dem sich die Familie nannte, wurde 1326 erstmals erwähnt und gehörte damals zum Herzogtum Haynau. Der Stamm teilte sich in die Häuser Domanze bei Schweidnitz, Göllschau bei Haynau und Löben bei Sagan. 1405 werden in einer Urkunde Kaspar und dessen Brüder, Hans, Sigmund und Markus von Schellendorf auf Oyas bei Liegnitz erwähnt. 1410 war Peter von Schellendorf als Berater des Hochmeisters an den Friedensverhandlungen zwischen Polen und dem Deutschen Orden beteiligt. 1414 nahm er im Gefolge des Glogauer Herzogs Heinrich am Konzil von Konstanz teil. Carl Magnus von Schellendorf erhielt mit Diplom vom 5. März 1602 den böhmischen Freiherrenstand.
Seit Anfang des 18. Jahrhunderts wurde das Geschlecht in zwei Linien unterschieden. Die oberlausitzsche hatte ihren Sitz in Königsbrück bei Bautzen und die schlesische in Hohenfriedberg bei Jauer. Christoph von Schellendorf auf Adelsdorf, Kühnau, Halbau usw. Kaiserlicher Rat und Landeshauptmann der Grafschaft Glatz, war seit 1566 bayerischer Kriegsrat und nahm darauf als Kaiserlicher General in Ungarn im Kampf gegen die Türken teil. 1559 erwarb er vom Schweidnitzer Landeshauptmann Grabus von Nechern das Gut Puschkau und 1570 von dem Burggrafen zu Dohna die Herrschaft Königsbrück.
1625 starb Melchior von Schellendorf auf Göllschau, Landesältester im Herzogtums Liegnitz, ohne männliche Nachkommen. Sein Neffe Christoph (II.) von Schellendorf Kaiserlicher Rat und Präsident der 1558 eingerichteten Schlesischen Kammer in Breslau, starb 1647 und hinterließ einen Bruder Wolf von Schellendorf auf Klitschdorf, Königsbrück, Großhartmannsdorf, Cosel, Steinborn usw. Der Sohn des Wolf, Maximilian Freiherr von Schellendorf, Kaiserlicher Kämmerer, starb 1703 ohne männliche Nachkommen, worauf seine Witwe Johanna Margaretha Freiin von Schellendorf Königsbrück ihrem Neffen Heinrich Friedrich Reichsgraf von Friesen vererbte.
Die Tochter der Sophia Freiin von Schellendorf, Sophia Magdalena von Hohberg, vermählte sich mit Johann Wolfgang Freiherr von Frankenberg, k. k. Geheimer Rat, Landeshauptmann des Fürstentums Glogau und Vizekanzler des Königreichs Böhmen. 1716 verband er seinen Namen mit dem Wappen und Namen der Schellendorf. 1733 erhielten die Herren von Frankenberg den erblichen Grafenstand. Freiin Anna Magdalena von Schellendorf heiratete einen Angehörigen aus dem Haus der Grafen Colonna (von Fels). Nach Annahme einer Stammesgleichheit nahmen 1823 die Bronsart den Namenszusatz von Schellendorf an.

## Wappen
Stammwappen: „Schild von Blau und Silber geweckt, mit einem quer darüber gezogenen schmalen roten Balken“.

## Persönlichkeiten
- Christoph von Schellendorf († 1583), bayrischer Kriegsrat und Kaiserlicher Rat, Landeshauptmann der Grafschaft Glatz
- Carl Magnus von Schellendorff (1562–1621), deutscher Standesherr
- Wolf August Carl von Schellendorff (1598–1666), deutscher Standesherr
- Johann Maximilian von Schellendorff (1645–1703), deutscher Standesherr und Kammerherr